# Новоромановское сельское поселение (Брянская область)
Новоромано́вское сельское поселение — упразднённое муниципальное образование в юго-восточной части Мглинского района Брянской области. Административный центр — село Новая Романовка.
Образовано в результате проведения муниципальной реформы в 2005 году, путём слияния дореформенных Новоромановского, Староромановского и Семковского сельсоветов.
Законом Брянской области от 8 мая 2019 года были упразднены Вельжичское, Новоромановское и Осколковское сельские поселения, все включённые в Ветлевское сельское поселение.

## Население
| 2010  | 2011  | 2012  | 2013  | 2014  | 2015  | 2016  |
| ----- | ----- | ----- | ----- | ----- | ----- | ----- |
| 1728  | ↘1714 | ↘1663 | ↘1608 | ↘1552 | ↘1481 | ↘1469 |
| 2017  | 2018  | 2019  |       |       |       |       |
| ↘1448 | ↘1440 | ↘1383 |       |       |       |       |

## Населённые пункты
| №  | Населённый пункт | Тип     | Население |
| -- | ---------------- | ------- | --------- |
| 1  | Бушевщина        | посёлок | ↘46       |
| 2  | Корунский        | посёлок | ↘11       |
| 3  | Медведьки        | посёлок | ↘21       |
| 4  | Новая Романовка  | село    | ↘537      |
| 5  | Петровка         | посёлок | ↘14       |
| 6  | Петьково         | посёлок | ↘42       |
| 7  | Попелевка        | деревня | ↘198      |
| 8  | Разрытое         | село    | ↘25       |
| 9  | Семки            | село    | ↘368      |
| 10 | Старая Романовка | деревня | ↘341      |
| 11 | Халимонки        | посёлок | →0        |
| 12 | Шелудьки         | посёлок | →5        |

Ранее в состав Новоромановского сельского поселения входил также посёлок Вьюнище, исключённый из учётных данных в 2010 году.